# قوشقوان وسطي
قوشقوان وسطي (بالفارسية: قوشقوان وسطی) هي مستوطنة تقع في قسم تشاراويماق المركزي في إيران.